# Edward Oldcorne
Edward Oldcorne (eller Oldcorn, alias Hall), född 1561, död 7 april 1606, var en engelsk jesuitisk präst. Hans föräldrar var muraren John Oldcorne och hans fru Mary. Han utbildade sig på St Peter's School i York, tillsammans med bland annat John och Christopher Wright samt Guy Fawkes. Oldcorne utbildade sig först till doktor, men valde senare istället bli präst. Han blev jesuit 1588 och arbetade som präst i Worcestershire under 17 år.
1601 begav Oldcorne sig ut på en pilgrimsfärd till St Winefride's Well i Holywell, Flintshire i Wales och han hoppades då kunna bli botad från sin cancer. 1605, efter att Oldcorne hade tillfrisknat, återbesökte han denna plats tillsammans med flera andra personer bland annat Henry Garnet, John Gerard, Oswald Tesimond och Everard Digby. Denna resa användes sedan som ett av bevisen mot Oldcorne sedan krutkonspirationen hade misslyckats, i vilken Oldcorne antogs vara inblandad. Han flydde till Hendlip House tillsammans med bland annat Garnet och där arresterades de den 27 januari 1606 efter att ha gömt sig under åtta dagar i en prästgömma.
Under rättegången dömdes Oldcorne för att ha utövat sin katolska religionstro (vilket inte var uppskattat i England vid tillfället) och hans straff blev att avrättas genom hängning, dragning och fyrdelning. Avrättningen genomfördes den 7 april 1606 i Red Hill, Worcester. Oldcorne är saligförklarad sedan 1929.